# О’Донохью, Дэнни
Даниел Джон Марк Люк О'Донохью (англ. Daniel John Mark Luke O'Donoghue; 3 октября 1980, Дублин) — ирландский музыкант, вокалист и фронтмен альтернативной рок-группы The Script.

## Биография
Дэнни родился в Баллинтире, Дублин, в семье Шея и Эйлиш О'Донохью. Его отец, Шей, состоял в музыкальной группе The Dreamers. Дэнни младший из шести детей. Будучи ребёнком, Дэнни изначально был против идеи стать музыкантом, однако, в конечном итоге бросил школу, чтобы заняться музыкальной карьерой.
В 1999 году Дэнни подписал контракт с лейблом Universal Records, таким образом став членом группы Mytown вместе со своим другом Марком Шиханом (нынешним гитаристом и бэк-вокалистом The Script). После недолгого успеха группы, Дэнни и Марк переезжают в Лос-Анджелес, где начинают писать песни и продюсировать таких артистов, как Бритни Спирс, Boyz II Men и TLC.
Спустя год, они возвращаются в Дублин. В 2005 к ним присоединяется барабанщик Глен Пауэр. Таким образом они начинают работать над собственным материалом, и впоследствии в 2005 году формируется группа The Script.
Дебютный альбом группы вышел 8 августа 2008 года. Соавтором всех песен на альбоме является Дэнни. Альбом возымел коммерческий успех, особенно на родине группы, в Ирландии, там он достигнул первой строчки в ирландском чарте альбомов. С тех пор последовало ещё два альбома «Science & Faith» (в сентябре 2010 года) и «#3» (в сентябре 2012 года). Оба эти альбома достигли наивысших мест в чарте альбомов Ирландии. С начала марта по июль 2013 года The Script находились в туре посвященном их альбому «#3».

## The Voice
В 2012 году Дэнни стал членом жюри и наставником в музыкальном шоу талантов «The Voice UK» («Голос») вместе с Джесси Джей, Уилл Ай Эмом и сэром Томом Джонсом. Появление Дэнни в качестве тренера сразу повлекло за собой едкий критицизм вроде трендов в «Твиттере» Danny I Dunno Who (в переводе Дэнни, я не знаю кто это вообще такой). Но, как бы то ни было, шоу помогло Дэнни обрести популярность. Позже руководство шоу попросило его стать тренером во втором сезоне «The Voice UK» в 2013 году.
Во втором сезоне «The Voice UK» финалистка команды Дэнни, Андреа Бегли одержала победу в данном телепроекте.
В июле 2013 года Дэнни объявил об уходе из шоу.

## Личная жизнь
С 2008 по 2012 год Дэнни встречался с литовской моделью Ирмой Мали, с которой он познакомился на съемках клипа The Script «Breakeven». Пара рассталась из-за слухов о романе Дэнни с участницей «The Voice UK» Бо Брюс. C 2015 по 2018 год встречался с бразильской моделью Аннэ Де Паулой. Они познакомились в съемках клипа "No Good In Goodbye".
Дэнни посвятил песню "If You Could See Me Now" своему отцу, который умер от аневризмы желудка в 2008.